# Francisco Martínez Cordero
Pour les articles homonymes, voir Martínez.
Cet article possède un paronyme, voir Francisco Martínez.
Francisco Martínez Cordero, né le 20 juin 1910 à Ciudad Juárez au Mexique et mort le 1er décembre 1993 à El Paso au Texas, est un joueur mexicain de basket-ball.

## Palmarès
- Troisième des Jeux olympiques d'été de 1936